# Jezioro Wieldządzkie
Jezioro Wieldządzkie – jezioro w woj. kujawsko-pomorskim, w powiecie wąbrzeskim, w gminie Płużnica, leżące na terenie Pojezierza Chełmińskiego.

## Dane morfometryczne
Powierzchnia zwierciadła wody wynosi 43,5 ha.
Zwierciadło wody położone jest na wysokości 98,5 m n.p.m. Średnia głębokość jeziora wynosi m, natomiast głębokość maksymalna 13,0 m.
Na podstawie badań przeprowadzonych w roku wody jeziora zaliczono do wód pozaklasowych i poza kategorią podatności na degradację.

## Hydronimia
Według urzędowego spisu opracowanego przez Komisję Nazw Miejscowości i Obiektów Fizjograficznych (KNMiOF) nazwa tego jeziora to Jezioro Wieldządzkie.